# Rhynchospora nipensis
Rhynchospora nipensis är en halvgräsart som beskrevs av Nathaniel Lord Britton. Rhynchospora nipensis ingår i släktet småag, och familjen halvgräs. Inga underarter finns listade i Catalogue of Life.